# زارالبدو (أسلم)

تعديل مصدري - تعديل

زارالبدو هي إحدى قرى عزلة أسلم الوسط بمديرية أسلم التابعة لمحافظة حجة، بلغ تعداد سكانها 79 نسمة حسب تعداد اليمن لعام 2004.